# The Lord of the Rings Online: Rise of Isengard
The Lord of the Rings Online: Rise of Isengard é o terceiro pacote de expansão para o jogo eletrônico The Lord of the Rings Online: Shadows of Angmar, lançado em 27 de setembro de 2011 para o Windows. Da mesma forma que a segunda expansão, esta também está disponível apenas via download.
Rise of Isengard traz a história do jogo os eventos ocorridos em "As Duas Torres". Jogadores acompanham os Dúnedain na ajuda a Aragorn, viajando através de novas áreas em Dunland, no Desfiladeiro de Rohan e na região de Isengard (sede de Saruman, o Branco).
O limite máximo de nível do jogador foi expandido para 75. Para tanto, novos itens lendários foram adicionados ao jogo, um novo nível de profissão foi criado, ataques em grupo ganharam a opção de 24 jogadores e melhorias nas virtudes.
Algumas revisões nas classes também foram feitas, principalmente para Champion e Minstrel. A história épica foi acrescida com o Volume 3, Livro 4: Rise of Isengard (introduzindo personagens como Grimbold, Théodred, Grima Língua de Cobra e Saruman).